# S.P.U.K. (sreća pojedinca – uspjeh kolektiva) (1983.)
S.P.U.K. (sreća pojedinca – uspjeh kolektiva), hrvatski dugometražni film iz 1983. godine.